# Hāfu
Het woord hāfu (ハーフ, "half") wordt in het Japans gebruikt om te verwijzen naar iemand met gemengde etnische afkomst: half Japans, half buitenlands. De term ontstond in de jaren zeventig in Japan. Het woord hāfu komt van het Engelse half, verwijzend naar de halve roots.

## Sociale context

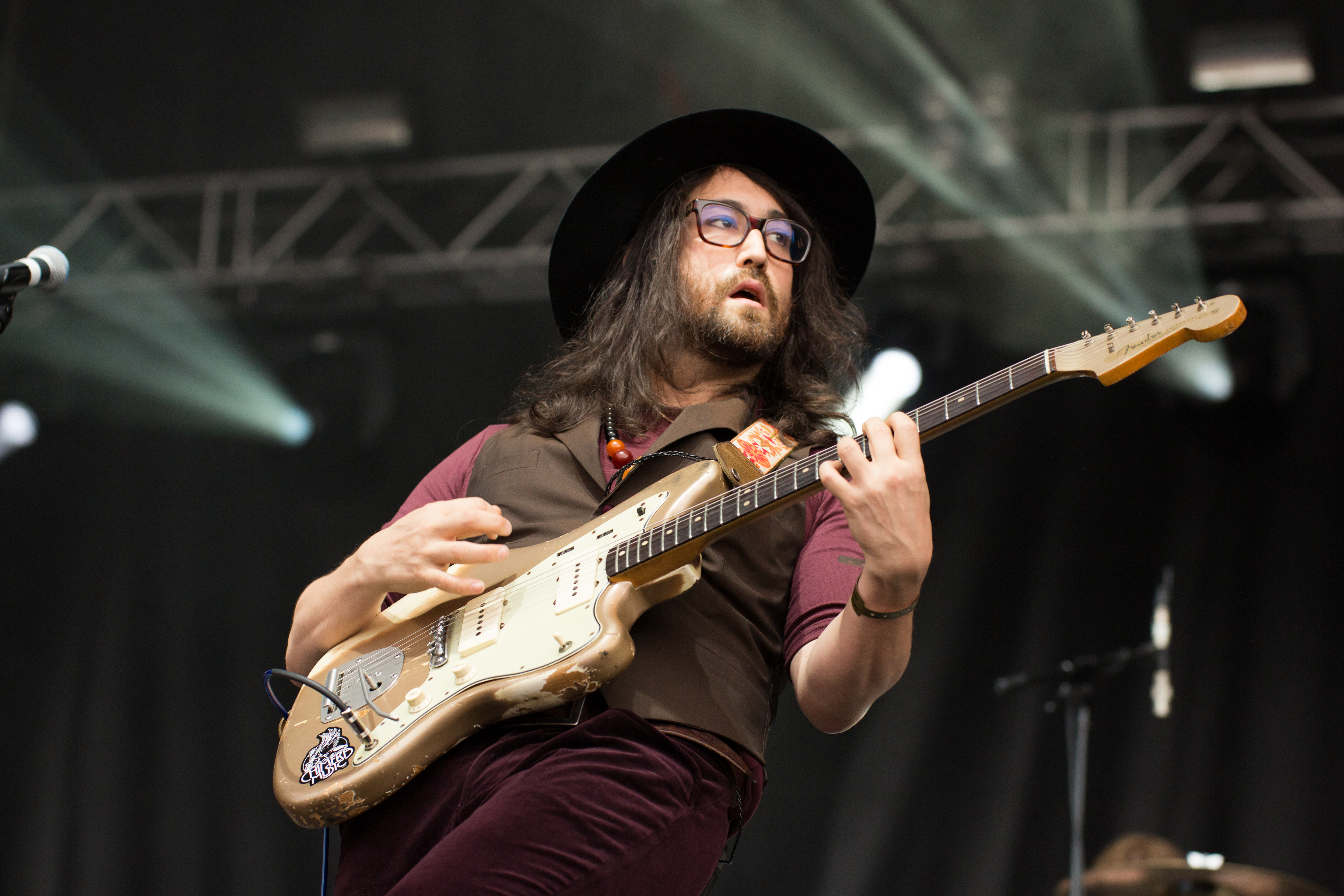
Sean Lennon, de zoon van een Britse vader en een Japanse moeder

Hāfu’s hebben het niet altijd makkelijk in Japan: het land kent een relatief homogene bevolking en telt nauwelijks immigranten. Veel autochtone Japanners beschouwen een ‘pure’ bloedlijn als de basis voor het Japans-zijn, waardoor mensen die daarvan afwijken minder snel geaccepteerd worden. De meeste Japanners beschouwen hāfu’s dan ook niet als echte Japanners, ook niet als ze zijn geboren en getogen in Japan.
Per miljoen baby's die in 2013 in Japan geboren werden, had 2,2% een of meerdere niet-Japanse ouders. Volgens het Japanse ministerie van Volksgezondheid, Arbeid en Welzijn stamden in 2016 1 op de 49 baby's geboren in Japan af van op zijn minst één niet-Japanse ouder. De meeste gemengde huwelijken in Japan bestaan uit Japanners met iemand uit een ander Aziatisch land, onder andere China, Filipijnen en Zuid-Korea. Ook Afro-Aziaten, Euraziaten en Ameraziaten kunnen echter hāfu's zijn.
In 2013 brachten Megumi Nishikura en Lara Perez Takagi, zelf twee hāfu's, de filmdocumentaire Hafu: The Mixed-Race Experience in Japan uit, waarin ze tonen met welke stereotypen en identiteitsworstelingen hāfu's dagelijks geconfronteerd worden.

## Bekende hāfu's
- Amy Hill, actrice en schrijfster
- Angela Aki, popzangeres
- Ann Curry, journaliste
- Apolo Ohno, shorttracker
- Aska Cambridge, sprinter
- Bobby Wood, voetballer
- Charles J. Pedersen, scheikundige
- Crystal Kay, J-pop-artieste
- David Silva, voetballer
- Dean Cain, acteur
- Devon Aoki, actrice
- Gotoku Sakai, voetballer
- Irina Chakamada, politicus
- Isamu Noguchi, beeldhouwer
- Jero, zanger
- Koji Murofushi, kogelslingeraar
- Lyoto Machida, MMA-vechter en karateka
- Mashu Baker, judoka
- Mike Shinoda, producer en zanger
- Miyavi, rockartiest
- Musashi Suzuki, voetballer
- Namie Amuro, zangeres
- Naomi Osaka, tennisster
- Reiko Aylesworth, actrice
- Richard Coudenhove-Kalergi, schrijver en politicus
- Ryan Potter, acteur
- Sean Lennon, zoon van John Lennon
- Stefan Ishizaki, voetballer
- Tadanobu Asano, acteur en zanger
- Taiho Koki, sumoworstelaar
- Tamlyn Tomita, actrice
- Taro Daniel, tennisser
- Tomoyasu Hotei, muzikant en acteur
- Yusaku Matsuda, acteur